# Sitaphe
Sitaphe is een geslacht van kevers uit de familie van de loopkevers (Carabidae). De wetenschappelijke naam van het geslacht is voor het eerst geldig gepubliceerd in 1963 door Moore.

## Soorten
Het geslacht Sitaphe omvat de volgende soorten:
- Sitaphe hamifera Baehr, 2003
- Sitaphe incurvicollis Baehr, 2003
- Sitaphe minuta Baehr, 2003
- Sitaphe ovipennis Baehr, 2003
- Sitaphe parallelipennis Baehr, 2003
- Sitaphe parvicollis Baehr, 2003
- Sitaphe rotundata Moore, 1963
- Sitaphe trapezicollis Baehr, 2003